# Blenio (huyện)
Huyện Blenio (tiếng Pháp: District du Blenio, tiếng Đức: Bezirk Blenio) là một huyện hành chính của Thụy Sĩ. Huyện này thuộc bang Ticino. Huyện Blenio có diện tích 361 km², dân số theo thống kê của cục thống kê Thụy Sĩ năm 1999 là 5467 người. Trung tâm của huyện đóng ở Malvaglia. Mã của huyện là 2102.